# غاري فونغ
غاري فونغ (بالإنجليزية: Gary Fong)‏ هو مصور أمريكي، ولد في 6 ديسمبر 1960 في سياتل في الولايات المتحدة.